# Nova mestna hiša, München
Nova mestna hiša (nemško Neues Rathaus, bavarsko Neis Rathaus) je mestna hiša na severnem delu Marienplatza v Münchnu, Bavarska, Nemčija. V njej je mestna uprava, vključno z mestnim svetom, uradi županov in manjšim delom uprave. Leta 1874 je občina zamenjala staro mestno hišo za svoj nov sedež. 

## Zgodovina
Odločitev za izgradnjo nove stavbe je prišla zaradi pomanjkanja prostora v Stari mestni hiši in sosednji, tako imenovani »manjši mestni hiši« na Petersberglu (uničena leta 1944, in ni bila obnovljena). V spomin na buržoazno sezono v gotskem obdobju je izbira padla na neogotsko zasnovo, ki je omogočila samostojni arhitekturni poudarek v nasprotju s stavbami kraljeve družine.
Za gradbišče je bila izbrana severna stran trga Marienplatz, kjer je takrat še vedno stala Landstände, ki jo je bavarski vojvoda postavil v srednjem veku kot nekakšno predstavništvo nasprotnih dežel.
Prvi del stavbe v vzhodnem delu Marienplatza, na vogalu Dienerstrasse, je bil rezultat natečaja idej, ki ga je osvojil Georg Hauberrisser in je potekal med letoma 1867 in 1874. Ko je postalo jasno, da ta nova stavba ne bo zadostovala za vso administracijo, je mesto začelo kupovati vse nepremičnine na Dienerstrasse, Landschaftstrasse in Weinstrasse ob mestni hiši, katere gradnja se je začela leta 1887. Med letoma 1889 do 1892 je bil zgrajen odsek na vogalu Dienerstrasse in Landschaftstrasse. Leta 1897 so se sodniki in občinski svet odločili, da bodo stavbe na Marianplatzu in Weinstrasse in Landschaftstrasse razširili na štiri strani. Za to je bilo uporabljeno celotno območje med trgom Marienplatz in Landschaftstrasse, na drugi strani pa med Weinstrasse in Dienerstrasse. Leta 1898 se je delo za podaljšanje začelo s stolpom (Rathausturm), tudi pod arhitektom Georgom von Hauberrisserjem. Decembra 1905 je bila končana lupina tretjega stavbnega odseka s postavitvijo glavnega kamna na Rathausturmu. Za arhitekturno zasnovo münchenskega Rathausturma je Hauberrisserja navdihnil bruseljski Rathausturm. 96-metrski pozno-gotski zvonik, ki ga je zgradil Jan van Ruysbroeck v letih od 1449 do 1455. 
Do konca leta 1906 so bile pisarne predane. Fasadni prostor na Marienplatzu je bil takrat dolg 98,5 metrov, od tega 48 metrov prvega gradbenega odseka . Primeri, ki so bili uporabljeni pri oblikovanju, so bila mestna hiša v Bruslju in Nova mestna hiša na Dunaju.
Minimalna škoda, ki se je zgodila med letalskimi napadi na München leta 1944, je bila po vojni obnovljena. Del, ki je bil zgrajen na Marienplatzu, je dobil še eno nadstropje, ki je bilo skrito za neogotsko ograjo, tako da je bila ohranjena podoba stavb. Fasada na Landschaftstrasse je bila zelo preprosto obnovljena. Konec 1990-ih let je bila nova mestna hiša obnovljena in rekonstruirana enako, vključno z neogotskimi okraski, ki okronano streho.
- Nova mestna hiša pred razširitvijo 1898/1905
- Bruseljska mestna hiša je bila vzor za neogotsko münchensko mestno hišo
- Relief partnerskih mest pri vhodu
- fasada proti trgu
- Aerofoto posnetek lokacije Marienplatza
- Detajl fasade nad glavnim vhodom

Stavba obsega površino 9159 m² in ima 400 sob. 100 metrov dolga glavna fasada proti Marienplatzu je bogato okrašena. Prikazuje welfskega vojvodo Henrika Leva in skoraj celotno linijo rodbine Wittelsbach na Bavarskem in je največji knežji ciklus na nemških mestnih hišah. Osrednji spomenik v središču glavne fasade med dvema fazama na Marienplatzu nad stražarsko hišo je konjeniški kip princa regenta Luitpolda. V oboku stolpa so kipi prvih štirih bavarskih kraljev.
Glavna fasada je postavljena proti trgu, hrbtna stran pa je v bližini majhnega parka (Marienhof). Klet je skoraj v celoti zasedena z veliko restavracijo, imenovano Ratskeller. V pritličju nekatere sobe najemajo mala podjetja. Tudi v pritličju je glavni uradni turistični informacijski urad.
V prvem nadstropju je proti Marienplatzu velik balkon, ki se uporablja za velika praznovanja, kot so nogometna prvenstva ali koncerti v času Weihnachtsmarkta – Božičnega sejma. Glavni stolp je visok 85 m in je dostopen obiskovalcem z dvigalom. Na vrhu je Münchner Kindl. Turistična atrakcija je Rathaus-Glockenspiel - zvonjenje, ki ga vsak dan ob 11.00, 12.00 in 17.00 opravi naprava v uri.

## Stavba

### Arhitekturno oblikovanje
Kompleks iz opeke in školjčnega apnenca ima šest dvorišč, zgrajenih na površini 9159 m², kjer stavba pokriva 7115 m². Skoraj 100 metrov dolga glavna fasada, ki gleda proti Marienplatzu, je bogato okrašena. Prikazuje vojvodo Henrika Leva in skoraj celotno rodbino Wittelsbach in je najobsežnejši knežji ciklus nemških mestnih hiš. Kot osrednji spomenik na sredi glavne fasade, med dvema stavbnima odsekoma na Marienplatzu nad stražarsko hišo, je kip princa regenta Luitpolda. Na glavnem pročelju Marienplatza in na kraju Weinstrasse so ustanovitelji Münchna, neogotske vodne fontane v obliki grimas in mask, alegorične podobe in teme iz življenja svetnikov in ljudskih legend. Vogal Marienplatza in Weinstrasse se imenuje Wurmeck, vogal Weinstrasse in Landschaftsstrasse pa Kleubereck.
Stavbo krasijo številna steklena okna z lokalnimi, regionalnimi, nacionalnimi, mednarodnimi in verskimi motivi. Ko je večino oken uničilo bombardiranje v zadnji fazi druge svetovne vojne, se je večina predmetov s pomočjo donacij lahko obnovila v prvotni obliki.
Rathausturm, stolp mestne hiše, visok 85 m, je okronan s kipcem Münchner Kindl, ki ga je ustvaril Anton Schmid, po svojem sinu Wiggerlu (Ludwig Schmid-Wildy) kot modelu . Na vrhu stolpa je peti največji urni mehanizem v Evropi, ki se je prvič oglasil leta 1908. 43 zvonov mehanske ure zaporedoma odvija štiri različne melodije, za katere skupno 32 figur predstavlja Schäfflertanz in viteški turnir ob poroki bavarskega vojvode Viljema V. in Renate Lorenske leta 1568. Melodije se med letom spreminjajo, uporablja se šest različnih kombinacij štirih skladb. V oknih sedmega stolpa se po njegovem rogu pojavi nočni čuvaj in angel, ki blagoslovi Münchner Kindla. Mestna hiša ima 400 sob, klet pa je skoraj v celoti zgrajena kot restavracija Ratskeller.
- Nova mestna hiša München, dostop do galerije Velike sejne dvorane
- Velika konferenčna dvorana s sliko "Monachia" Karla von Pilotija iz let 1869-1879, odstranjena leta 1952 in ponovno preoblikovana leta 2004, dimenzije: 6 × 17 m, strošek nakupa : 50.000 guldnov
- Spiralne stopnice ("Treppe der Lebensalter"), notranjost
- Hodnik in okna
- Mala konferenčna dvorana, neogotski stoli Avgusta Spießa s sodobnimi prevlekami
- Majhna konferenčna soba s sliko "Kronanje Monachia - razcvet Münchna pod Ludvikom I. v umetnosti in znanosti" Wilhelma Lindenschmita d. J. (1888)

## Vloga
Nova mestna hiša je sedež župana in mestnega sveta, ki ima tukaj konferenčno sobo. Hkrati so v novi mestni hiši nastanjene službe sveta in manjši deli mestne uprave. Bogato okrašena, neogotska knjižnica je bila zgrajena kot pravna knjižnica sveta in je še vedno javno dostopna pravna knjižnica pod upravo mestne knjižnice v Münchnu.
V Novi mestni hiši in na Marienplatzu se običajno organizirajo sprejemi in čast za uspešne športnike in ekipe. Posebna čast je opazovati gledalce z balkona županovega urada v Rathausturmu pod uro.
Rathausturm ima razgledno galerijo pod kroglo, ki je nad uro, do katere se pride z dvigalom. Od tam se na jasen dan vidijo Alpe, Stari Peter, cerkev Svetega Duha, Marienplatz, Staro mestno hišo in Talburgtor. Na severu, Teatinska cerkev in Olympiaturm. Na zahodu se vidi Frauenkirche in cerkev sv. Pavla.

## Zvonenje ure in nočna straža z angelom
Ura z 43 zvonci, ki jo sproži šest različnih kolutov glede na letni čas, igra vsak dan ob 11. in 12. uri in od marca do oktobra ob 17. uri. Dejanska mehanika je pod stolpno čelado in se lahko igra s tipkovnico. Najmanjši zvonček tehta 10 kg in ima premer 18 cm, največji tehta 1300 kg s premerom 125 cm, skupna teža zvoncev pa je 7000 kg.
Ladja, v kateri je mehanizem, je prekrita z bakrom. 32 figur se nanaša na motive iz zgodovine in legende o Münchnu. Kinematično ureditev je leta 1899 razvil izumitelj štiritaktnega motorja Christian Reithmann. V zgornjem delu ladje je organiziran »turnir«, ki je bil leta 1568 najprej na Marienplatzu za poroko vojvode Viljema V. in Renate Lorenske. Heroji, lovci, navijači, pogani in standardni prevozniki so postavili igrišče, na katerem so Bavarci in Lorenčani tekmovali in kazali svoje prednosti skozi srednjeveške igre. Dejstvo, da je belo-modra Bavarska zmagala nad črno-rumeno Loreno, je mogoče samo simbolno razlagati. V spodnjem nadstropju je prikazan Schäfflertanz, ki spominja na kugo od 1515 do 1517. Ko se nihče ni upal zapustiti svojih domov, v strahu pred kugo, naj bi Schäffler s svojim plesom in igranjem glasbe domnevno vabil prestrašene državljane nazaj na ulice in zato nazaj v življenje.
Obstaja tudi dve minutna varianta pozno zvečer ob 21. uri, ko se osvetlita dve stranski obokani okni. V levem oknu je nočni čuvaj, ki se pojavlja in opravlja svoje kroge, nosi plašč, rog in svetilko, sledi pa mu njegov pes. Zvonci to spremljajo z igranjem nočne straže iz opere Richarda Wagnerja Mojstri pevci Nürnberški. Po kratkem premoru zaigra uspavanka Johannesa Brahmsa, v desnem stolpu pa se Münchner Kindl odpravi na levo, kamor ga vodi angel varuh (angel miru) (ki temelji na »otroku z angelom varuhom« Ignaza Güntherja, ki je v münchenski Bürgersaal Marijine kongregacije), potem se oba vrneta v stolp, svetloba pa ugasne. Nočni čuvaj in angel varuh sta dala münchenskega otroka k počitku, München pa je sprejela noč.
Zamisel o vključitvi urnega zvonika v stolp Nove mestne hiše sega v čas Georga Hauberrisserja. Stroški so bili precejšnji, 43 zvoncev je stalo 154.000 zlatih mark, od katerih jih je 32.000 podaril trgovec pohištva in starin Karl Rosipal leta 1904 ob stoletnici. Ta donacija pa je imela posledice: Karl Rosipal, ki je umrl leta 1924, je bil judovskega izvora, leta 1933/34 pa je bila donacija vrnjena družini, saj naj nebi bila več želena judovska udeležba v takratnem nemškem obdobju. Leta 1908 je bila ura končana, vendar je bila uradno operativna 18. februarja 1909 zaradi nezadovoljivega zvoka zvoncev. Od takrat figure in zvok delujejo vsak dan ob enajstih. Izvedba ob 12. in 17. uri je bila uvedena šele od olimpijskih iger leta 1972 dalje. Med letoma 1944 in 1952 je bilo delovanje omejeno, ne zato, ker je bilo uničeno v vojni, temveč so bila potrebna znatna popravila. 
- Ura z zvonci
- Pogled iz stolpa metne hiše na Božični sejem
- Del zvonjenja

V času popravil stolpne fasade v letih 2006-2007 so bili zvonovi odstranjeni, očiščeni in popravljeni. Nosilec zvonca je bil opremljen z vzmetenjem iz nerjavečega jekla, zamenjani so bili tudi drugi pomembni deli, vključno vzmeti in kabli. Celotni stroški obnove so znašali 750.000 evrov, kar je bilo večinoma v obliki donacij državljanov Münchna (660.000 evrov), Nemška fundacija za varstvo zgodovinskih spomenikov je podarila dodatnih 100.000 evrov. Zvonovi so bili ponovno nameščeni, revidirani in časovno prilagojeni za 850. rojstni dan mesta München leta 2008.
Vsak od njih igra štiri melodije, ki se mesečno spreminjajo med šestimi različnimi melodijami. 

## Mestne jaslice
Med adventnim časom in do konca božičnega obdobja so stare bavarske božične jaslice, delo kiparja v lesu Reinholda Zellnerja, rojenega leta 1903, razstavljene v Prunkhofu v mestni hiši (notranje dvorišče) v neposredni bližini Božičnega sejma. Božične jaslice je ustvaril umetnik za Božič leta 1954 in jih sestavlja 33 figur, ki so oblečene v orientalski in alpski slog in 28 živali. Kot posebnost je vključen nosač križa, ki anahronistično vodi do Jezusovega rojstva z razpelom. V desetletjih so nekatere figure izginile, škoda zaradi vremena in staranja pa je prizadela celotno skupino. Leta 2000 je bila izvedena celovita obnova umetniškega dela; nadomestili so tudi izgubljene figure jaslic. Z zaključkom obnovitvenih del so jaslice postale last Turistične skupnosti v Münchnu. 

## Ratskeller
Ratskeller je poslikal slikar Biebrich Heinrich Schlitt in sta jo uradno odprla kot restavracijo v križno obokani kleti nove mestne hiše 1. avgusta 1874 prvi par Ratskeller-Wirte Ernst in Franziska Steidl . Sedanjo poslikavo je prvotno zasnoval Hauberrissers za Ratskeller v mestni hiši St. Johann. Tema načrtovane poslikave je bila »Bitka piva proti vinu«. Heinrich Schlitt je bil že znan umetnik v regiji Saar, med drugim je izdeloval keramiko za Villeroy & Boch na začetku 20. stoletja .
Po sporu med občinsko upravo St. Johann in Schlittom o znesku plačila za poslikavo je Schlitt zahteval vrnitev skic in jih uporabil za risanje münchenskega Ratskellerja, ki se je začelo leta 1905. 
- Ratskeller v Novi mestni hiši
- Slike, ki jih je prvotno zasnoval Heinrich Schlitt za Ratskeller mestne hiše St. Johann
- Stenske slike v Ratskellerju "Ko se borita vino in pivo ..." Heinricha Schlitta
- Detajl slike v oboku Heinricha Schlitta
- Vhod v Ratskeller na dvorišču

## Spominska soba
Leta 1958 je bila postavljena spominska soba v prvem nadstropju na strani Marienplatz. Na istem mestu, kjer je po prvi svetovni vojni obstajala spominska soba, ki je bila uničena v drugi svetovni vojni. V preoblikovani sobi sta dva kamnita panela poleg mozaika, ki ga je ustvaril Karl Knappe, in spominjata na tiste, ki so umrli v dveh svetovnih vojnah in tiste, ki so bili politično preganjani v času nacizma. Talna plošča spominja na mestnega uslužbenca, ki je umrl v službi. 